# Ectocarpales
Ectocarpales es un extenso orden perteneciente a la clase Phaeophyceae (algas pardas). El orden incluye a las familias con tejidos pseudoparenquimáticos (Splachnidiaceae) o parenquimáticos verdaderos (Scytosiphonaceae). 
Pseudoparenquimático se refiere a un alga filamentosa con células empaquetadas muy juntas que dan una apariencia de tejido parenquimático, siendo este último el compuesto por células que realmente se pueden dividir en tres dimensiones, lo que es inusual entre las algas. Las algas filamentosas se componen de células que se dividen a lo largo de un solo plano, lo que permite sólo la elongación de los filamentos para formar una o varias hileras de células. Las algas que pueden dividirse en dos dimensiones pueden formar talos con forma de hoja o cuerpos. Las células que pueden dividirse en tres planos hace que el organismo pueda desarrollar su cuerpo según un plan más complejo y la diferenciación en un talo erecto de algún tipo y un pie para sujetarse al substracto.
Según los autores, a la Familia Chordariaceae incluida en este orden como familia se le otorga también categoría de orden: O.Chordariales. En este caso la clase Phaeophyceae pasaría a tener un orden más. Según las clasificaciones los órdenes varían desde los 14 hasta los 17.